# チャチャ (映画)
『チャチャ』は、2024年10月11日に公開された日本映画。監督は酒井麻衣、主演は伊藤万理華。脚本は酒井による完全オリジナル。
「人目を気にせず、好きなように生きる」がモットーの野良猫系女子・チャチャの恋と成長を描く。
新進女優と次世代監督がタッグを組み、「不器用に、でも一生懸命『今』を生きるヒロインたち」を描くプロジェクト「(not) HEROINE movies（ノット・ヒロイン・ムービーズ）」の第4弾として制作された。

## キャスト

### 主要人物
チャチャ
演 - 伊藤万理華
Edgeデザイン事務所で働くイラストレーター。
自分は野良猫と一緒だと考え、「人目は気にせず、好きなように生きる」がモットー。
樂
演 - 中川大志
チャチャの事務所と同じビル1階の「ビストロBAU」で働く野良犬のような青年。
チャチャが思いを寄せるが、秘密を抱えるミステリアスな面がある。

### Edgeデザイン事務所
凛
演 - 藤間爽子
チャチャの同僚。デザイナー兼営業。密かに社長に恋をしている。
社長
演 - 藤井隆
明るく敏腕で先見の明がある。チャチャを事務所に連れてきている。
大下
演 - 落合モトキ
チャチャの同僚。ディレクター。
マミ、カナ
演 - 佐々木史帆、中島侑香
チャチャの同僚。デザイナー。
青木
演 - 小林亮太
チャチャの同僚。アシスタントデザイナー。

### その他
護
演 - 塩野瑛久
ピオニーの恋人。素直で優しいピオニーが大好きだが、ほとんどヒモ的存在。
1人で飲みに行こうとしたところを樂に拉致され、自宅に監禁されてしまう。
ピオニー
演 - ステファニー・アリアン
通称はピオ。チャチャの事務所と同じビル上階の「向日葵ENGLISH教室」で勤務。
山田
演 - 福山翔大
樂が働くレストランの店長。
ポストさん、ひまわりさん
演 - 原菜乃華（声の出演）
電柱さん
演 - 檀鼓太郎（声の出演）
黄色いお花さん
演 - 梶裕貴（声の出演）
飲食店の店員
演 - 川瀬陽太、松井玲奈、池田大
チャチャと樂が訪れる、それぞれ別の店の店員。満席やラストオーダー終了後で入店できなかった。

## スタッフ
- 監督・脚本 - 酒井麻衣
- 音楽 - フジモトヨシタカ[7]
- 主題歌 - 伊藤万理華「おはようの唄」（ソニー・ミュージックレーベルズ）[5]
- 製作 - 伊藤貴宣、中西一雄、今野義雄、宇田川寧[7]
- エグゼクティブプロデューサー - 松岡雄浩[7]
- チーフプロデューサー - 服部保彦[7]
- プロデューサー - 加藤優、柴原祐一[7]
- 撮影 - 市橋織江[7]
- 照明 - 崎本拓哉[7]
- 録音 - 伊豆田廉明[7]
- 美術 - 安藤秀敏[7]
- 装飾 - 森田夏海[7]
- 編集 - 岩間徳裕[7]
- スタイリスト - 小泉美智子[7]
- ヘアメイク - 外丸愛[7]
- サウンドデザイン - 浅梨なおこ[7]
- キャスティング - 伊藤尚哉[7]
- 助監督 - 佐伯竜一[7]
- 制作担当 - 青山和史[7]
- ラインプロデューサー - 島根淳[7]
- 脚本協力 - 大江崇允[7]
- 宣伝プロデューサー - 向井渚
- 配給 - メ〜テレ、カルチュア・パブリッシャーズ[2]
- 配給協力 -  ラビットハウス[2]
- 製作プロダクション - ダブ[2]
- 製作 - 「チャチャ」製作委員会